# FK Partizan Minszk
Az FK Partizan Minszk (belarusz nyelven: Футбольны Клуб Партызан Мiнск, magyar átírásban: Futbolni Klub Partizan Minszk, orosz nevén: FK Partyizan Minszk) egy fehérorosz labdarúgócsapat Minszkben, Fehéroroszországban, jelenleg a fehérorosz labdarúgó-bajnokság másodosztályában szerepel.
A Partizan 2004 óta tölt be jelentős szerepet a fehérorosz labdarúgásban. Eddig két bajnoki bronzérmet és két kupagyőzelmet ünnepelt.

## Korábbi nevek
- 1947–1992: FK Traktor
- 1992–2002: FK Traktar
- 2002–2010: FK MTZ-RIPA

2010 januárja óta jelenlegi nevén szerepel.

## Története
A klub jogelődjét 1947-ben alapították a minszki traktorgyár építőmunkásai, később alkalmazottjai számára. A következő két évben megnyerte a fehérorosz SZSZK területi bajnokságát, majd több mint 50 évig alacsonyabb osztályú fehérorosz csapatként szerepelt.
A változást a 2002-es év és a RIPA (fehérorosz nyelven: Рэспубліканскі інстытут прафесійнай адукацыі, oroszul: Республиканский институт профессионального образования, magyarul: Tehetséges Fiatalok Köztársasági Intézménye) színre lépése hozta. Az FK Traktar nevet változtatott és MTZ-RIPA (fehérorosz nyelven: МТЗ-РІПА, oroszul: MTZ-RIPO) néven kapcsolódott be a 2002-es fehérorosz bajnokság harmadosztályának küzdelmeibe, amit egyeduralkodóként, vereség nélkül nyert meg. Egy lépéssel közelebb az élvonalhoz, a másodosztályban is remek teljesítményt nyújtott, és 2003 őszének végén első helyen jutott az élvonalba.
A fehérorosz élvonalban az utolsó percig kiélezett harcot vívott a bentmaradásért, és csak az Lakamativ Vicebszk elleni osztályozó-mérkőzésen harcolta ki a következő szezon élvonalbeli tagságát. A klub erősítésekbe kezdett, amely 2005. május 22-én kupagyőzelemben csúcsosodott ki. A minszki fehéroroszkupa-döntőben 10 000 néző előtt 2–1-re diadalmaskodott a BATE ellen. A kupagyőzelem UEFA-kupa-szereplésre jogosította.
A 2005–2006-os UEFA-kupa kiírásának 1. selejtezőkörében a Ferencváros ellen lépett a nemzetközi porondra. Az Üllői úton 2–0-s győzelmet ünnepelhetett, a minszki visszavágón Rósa Dénes 90. percben lőtt gólja 2–1-es vereséget jelentett ugyan, de a csapat 3–2-es összesítéssel a második körbe lépett. 
A cseh FK Teplice ellen folytatta a remek szereplést és nevesebb ellenfele ellen a Traktar Stadionban 1–1-es döntetlent ért el. A teplicei visszavágó a vártnál nagyobb küzdelmet hozott, és újra egy 90. percben kapott találattal, emelt fővel búcsúztak a nemzetközi szerepléstől. Az UEFA-kupa-szereplés legnagyobb minszki sztárjai az örmény Hamlet Mhitarjan és a fehérorosz Artyom Koncevoj lettek, az öt nemzetközi találatból kettőt-kettőt ők szereztek.
A sikeresnek mondható nemzetközikupa-szereplést bajnoki bronzéremmel koronázta, amely Intertotó-kupa szereplést biztosított.
2006 júniusában az újabb kupaszereplés ismét jól kezdődött – az MTZ-RIPA Minszkben 5–1-re legyőzte a kazah Sahter Karagandit. A kazahsztáni visszavágón elszenvedett 3–1-es vereség ellenére 6–4-es összesítéssel a következő körbe lépett, ahol az ellenfél az orosz FK Moszkva együttese volt. Az erősebb játékosállománnyal rendelkező moszkvaiak mindkét mérkőzésen kapott gól nélkül, 2–0-s és 1–0-s győzelemmel zártak.
A 2006-os fehérorosz labdarúgó-bajnokság utolsó fordulói az MTZ-RIPA és a Sahcjor Szalihorszk bajnoki bronzéremért folytatott küzdelmét hozták. A bajnokság végén pontegyenlőséggel, 51-51 ponttal végzett csapatok között az egymás elleni eredmények döntöttek: a Sahcjor hazai 2–0-s győzelmére a 21. fordulóban 3–1-es MTZ-RIPA-győzelem volt a válasz, így a dobogó harmadik fokára idegenben lőtt több góllal a szalihorszki együttes állt.
A 2007-es szezon a vártnál rosszabb szereplést hozott: tavasszal a negyeddöntők során búcsúzott a nemzeti kupától, majd a kiegyensúlyozatlan bajnoki szereplésnek köszönhetően mindössze az ötödik helyen zárt.
2008-ban az MTZ-RIPA ismét korábbi remek formáját csillogtatta: 2008. május 18-án a Sahcjor Szalihorszk elleni 2–1-es győzelmével másodszor hódította el a fehérorosz kupát.
Újabb UEFA-kupa-szereplését az első selejtezőkör közép-keleti régiójában a szlovák MŠK Žilina ellen kezdte meg. A hazai 2–2-es döntetlent Szlovákiában 1–0-s vereség követett, így búcsúzni kényszerült a nemzetközi kupaporondtól. Ősszel a bajnokság harmadik helyén zárt.
2010 januárjában a klub bejelentette, hogy a 2010-es bajnoki idényt új néven kezdi meg. 2010. január 27-én a csapat új neve FK Partizan Minszk lett.

## Sikerei
- Fehéroroszkupa-győztes: 2 alkalommal (2005, 2008)

## Külső hivatkozások
- A Partizan hivatalos oldala (oroszul)